# Jude Law

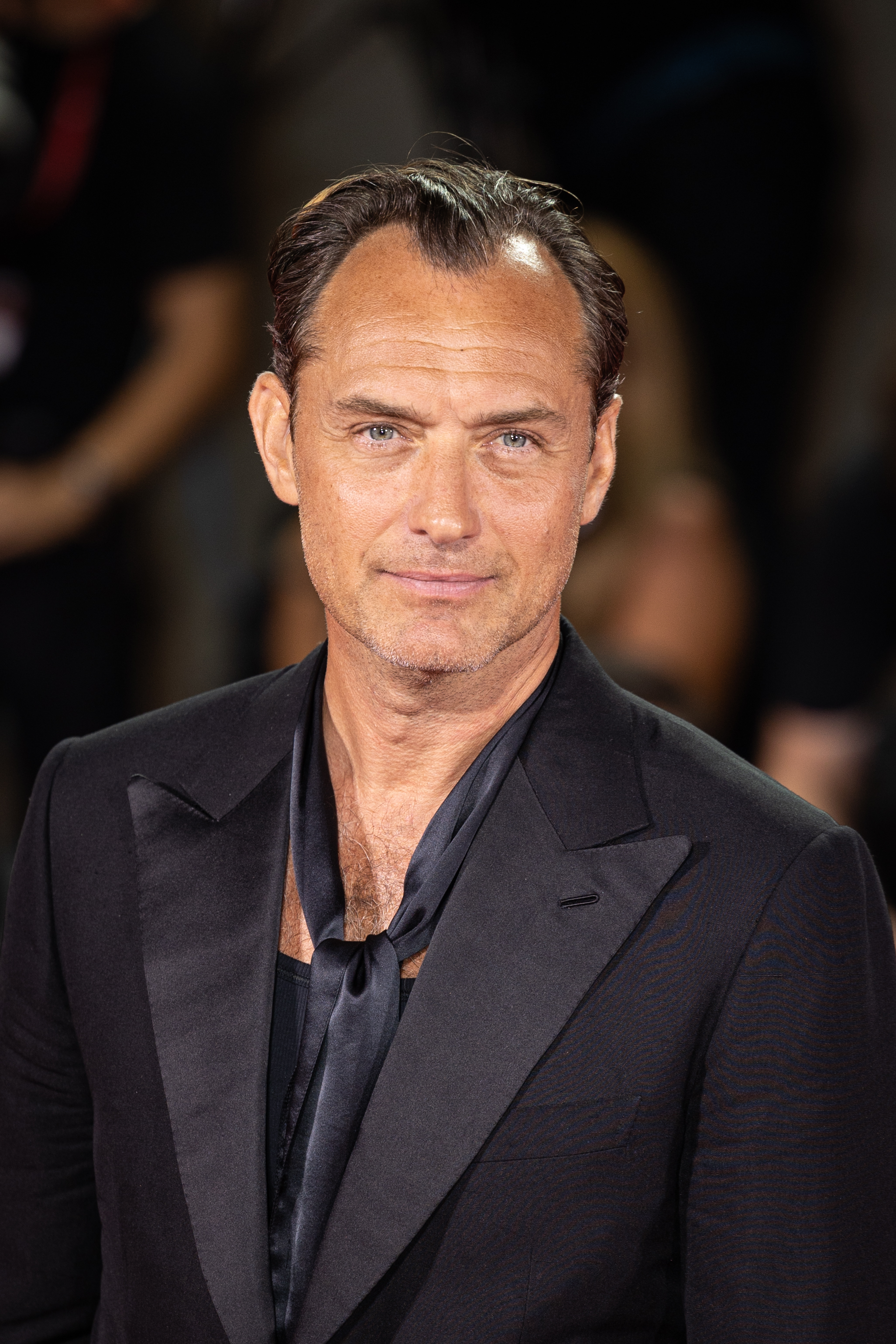
Jude Law 2024

David Jude Heyworth Law (* 29. Dezember 1972 in Lewisham, London) ist ein britischer Schauspieler. Einem breiteren Publikum ist er unter anderem für sein Mitwirken in dem Film  A.I. – Künstliche Intelligenz oder seine Rollen als Dr. Watson in Sherlock Holmes sowie dessen Fortsetzung, als Albus Dumbledore in der Phantastische-Tierwesen-Filmreihe sowie als Jerome Eugene Morrow in Gattaca bekannt. Für seine Darstellung im Film Der talentierte Mr. Ripley (1999) wurde er 2000 als Bester Nebendarsteller für einen Oscar nominiert.

## Leben
Der Sohn des Lehrerehepaars Maggie und Peter Law begann seine Schauspielerkarriere im Alter von zwölf Jahren im Londoner National Youth Music Theatre. Mit 17 Jahren verließ er die Schule, um eine Rolle in der Seifenoper Families (1990) anzunehmen. Ab 1987 war er regelmäßig in Theaterproduktionen zu sehen und tourte 1992 mit dem Stück Pygmalion durch Italien. Seine Filmkarriere begann 1994 mit Rollen in The Crane und Shopping.
1994 zog er mit seiner Darstellung des Michael in einer bearbeiteten Fassung von Jean Cocteaus Theaterstück Les Parents Terribles die Aufmerksamkeit vieler Kritiker auf sich und wurde für den Laurence Olivier Award als Bester Newcomer nominiert. 1995 wurde das Stück unter dem Titel Indiscretions am Broadway aufgeführt und im selben Jahr für einen Tony Award als Bestes Theaterstück nominiert. Jude Law erhielt hierfür eine Tony-Award-Nominierung als Bester Nebendarsteller und den Theatre World Award.
Es folgten weitere Filmrollen. 1997 übernahm er im Film Oscar Wilde, der Verfilmung des Lebens von Oscar Wilde, die Rolle des Lord Alfred „Bosie“ Douglas an der Seite von Stephen Fry und Vanessa Redgrave. Der internationale Durchbruch gelang ihm mit der Rolle des Jerome Eugene Morrow in Andrew Niccols Film Gattaca.
Seine Darstellung des Dickie Greenleaf in Der talentierte Mr. Ripley brachte ihm im Jahr 2000 eine Oscar-Nominierung als Bester Nebendarsteller ein. Von nun an spielte er hauptsächlich in größeren Produktionen mit, wie in Steven Spielbergs A.I. – Künstliche Intelligenz oder in Road to Perdition von Sam Mendes. Für die Rolle des Inman im Kriegsdrama Unterwegs nach Cold Mountain an der Seite von Nicole Kidman erhielt er 2004 eine weitere Oscar-Nominierung, diesmal als Bester Hauptdarsteller.
Für Mike Nichols’ Beziehungsdrama Hautnah konnte er 2004 gemeinsam mit Julia Roberts, Natalie Portman und Clive Owen den NBR Award für das beste Schauspielensemble entgegennehmen.

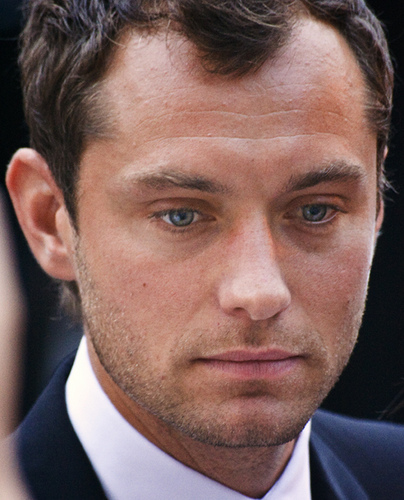
Law beim Filmfestival von Toronto 2007

In den Remakes der Filme Alfie (2004) und 1 Mord für 2 (Sleuth, 2007) übernahm Jude Law die Rollen, die in den ersten Verfilmungen (1966 und 1972) von Michael Caine gespielt wurden; in der neuen Version von Sleuth übernahm Michael Caine selber die Rolle des älteren Gegenspielers, die zuvor Laurence Olivier gespielt hatte.
2008 half Law dem Regisseur Terry Gilliam, den Film Das Kabinett des Dr. Parnassus fertigzustellen, indem er sich bereit erklärte, einen Teil der Rolle des während der Dreharbeiten verstorbenen Hauptdarstellers Heath Ledger zu übernehmen. Da die Figur des Tony im Film mehrere Verwandlungen durchmacht, veränderte Gilliam das Drehbuch für die Wiederaufnahme der Dreharbeiten so, dass Law die Rolle nur in einer Episode darzustellen brauchte; die anderen Episoden wurden von Johnny Depp und Colin Farrell übernommen. Der Film wurde 2009 bei den Internationalen Filmfestspielen von Cannes präsentiert.
In Sally Potters Film Rage, der im Wettbewerb der Internationalen Filmfestspiele Berlin 2009 gezeigt wurde, spielt er das Supermodel Minx.
Im Film Sherlock Holmes und dessen Fortsetzung Sherlock Holmes: Spiel im Schatten von Guy Ritchie übernahm Law an der Seite von Robert Downey Jr. die Rolle des Dr. Watson. 2010 folgte der Science-Fiction-Thriller Repo Men.
In den letzten beiden Teilen der Phantastische-Tierwesen-Filmreihe, ein Ableger der Harry-Potter-Filme, Grindelwalds Verbrechen (2018) und Dumbledores Geheimnisse (2022), verkörperte er die Figur des Zauberers Albus Dumbledore.
Seit 2024 spielt er die Rolle des Jod Na Nawood in der Fernsehserie Star Wars: Skeleton Crew.

### Theater
Bereits im Jahr 2009 war er auf die Bühne zurückgekehrt und spielte die Rolle des Hamlet im gleichnamigen Theaterstück von William Shakespeare unter der Regie von Michael Grandage in einer Produktion des Donmar Warehouse im Wyndham’s Theatre in London, bei einem Gastspiel auf Schloss Kronborg in Dänemark und am Broadhurst-Theater am Broadway. 2011 spielte er am Donmar Warehouse die männliche Hauptrolle in Eugene O’Neills Stück Anna Christie.

### Familie

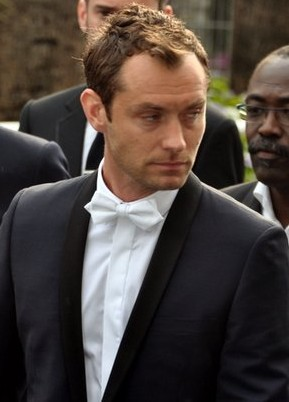
Law beim Filmfestival von Cannes 2011

Jude Law ist zum zweiten Mal verheiratet und hat sieben Kinder.
Bei den Dreharbeiten zu Shopping lernte Law die Schauspielerin Sadie Frost kennen, mit der er von 1997 bis 2003 verheiratet war. Frost brachte einen Sohn aus der Ehe mit Gary Kemp in die Beziehung. Law und Frost haben drei gemeinsame Kinder, eine Tochter und zwei Söhne. Von 2003 bis 2006 sowie von 2009 bis 2011 war er mit Sienna Miller zusammen. 2007 war er eine Zeit mit der deutschen Schauspielerin Susan Hoecke liiert. Weitere Kinder hat er mit Samantha Burke, die 2009 eine Tochter von ihm geboren hat, und mit der Sängerin Catherine Harding, mit der er seit 2015 eine gemeinsame Tochter hat. Seit 2019 ist Law in zweiter Ehe mit Phillipa Coan verheiratet, mit der er ebenfalls zwei Kinder hat (* 2020 und 2023).

## Sonstiges
Laws deutscher Synchronsprecher ist in der Regel Florian Halm, er wurde aber auch von Alexander Brem, David C. Bunners, Thomas Fritsch, Silvan Leirich, David Nathan, Timmo Niesner, Gerrit Schmidt-Foß und Dietmar Wunder gesprochen.
Im Jahr 2004 wurde er vom People Magazine zum Sexiest Man Alive gewählt.
2007 wurde Law bei der Verleihung des französischen Filmpreises César mit dem César d’honneur gewürdigt und erhielt eine der höchsten Auszeichnungen Frankreichs, den Ordre des Arts et des Lettres (Chevalier des Arts et Lettres).
Law machte von 2007 bis 2009 Werbung für ein britisches Modelabel, seit 2008 wirbt er für ein Parfüm und seit 2012 für einen Brillenhersteller. Seit dem 16. Dezember 2015 macht er Werbung für eine Automarke.
2011 war er Mitglied der Wettbewerbsjury der 64. Internationalen Filmfestspiele von Cannes.

## Filmografie
Als Schauspieler
- 1989: The Tailor of Gloucester (Fernsehfilm)
- 1991: The Case-Book of Sherlock Holmes (Fernsehserie, Folge Shoscombe Old Place)
- 1994: The Crane
- 1994: Shopping
- 1996: I Love You, I Love You Not
- 1997: Bent
- 1997: Oscar Wilde (Wilde)
- 1997: Gattaca
- 1997: Mitternacht im Garten von Gut und Böse (Midnight in the Garden of Good and Evil)
- 1998: Liebe auf den ersten Schrei (Music From Another Room)
- 1998: Final Cut
- 1998: Die Weisheit der Krokodile (The Wisdom of Crocodiles)
- 1999: eXistenZ
- 1999: Presence of Mind
- 1999: Der talentierte Mr. Ripley (The Talented Mr. Ripley)
- 2000: Love, Honour And Obey
- 2001: Duell – Enemy at the Gates (Enemy at the Gates)
- 2001: A.I. – Künstliche Intelligenz (Artificial Intelligence: AI)
- 2002: Road to Perdition
- 2003: Unterwegs nach Cold Mountain (Cold Mountain)
- 2004: Sky Captain and the World of Tomorrow
- 2004: I Heart Huckabees
- 2004: Alfie
- 2004: Lemony Snicket – Rätselhafte Ereignisse (Lemony Snickets A Series Of Unfortunate Events) (Erzähler)
- 2004: Aviator (The Aviator)
- 2004: Hautnah (Closer)
- 2006: Das Spiel der Macht (All The King’s Men)
- 2006: Liebe braucht keine Ferien (The Holiday)
- 2006: Breaking and Entering – Einbruch & Diebstahl (Breaking and Entering)
- 2007: My Blueberry Nights (My Blueberry Nights)
- 2007: 1 Mord für 2 (Sleuth)
- 2009: Rage
- 2009: Das Kabinett des Doktor Parnassus (The Imaginarium of Doctor Parnassus)
- 2009: Sherlock Holmes
- 2010: Repo Men
- 2011: Contagion
- 2011: Sherlock Holmes: Spiel im Schatten (Sherlock Holmes: A Game of Shadows)
- 2011: Hugo Cabret (Hugo)
- 2011: 360
- 2012: Anna Karenina
- 2012: Die Hüter des Lichts (Rise of the Guardians)
- 2013: Side Effects – Tödliche Nebenwirkungen (Side Effects)
- 2013: Dom Hemingway
- 2014: Grand Budapest Hotel (The Grand Budapest Hotel)
- 2014: Black Sea
- 2015: Spy – Susan Cooper Undercover (Spy)
- 2016: Genius – Die tausend Seiten einer Freundschaft (Genius)
- 2016: The Young Pope (Fernsehserie, 10 Folgen)
- 2017: King Arthur: Legend of the Sword
- 2018: Vox Lux
- 2018: Phantastische Tierwesen: Grindelwalds Verbrechen (Fantastic Beasts: The Crimes of Grindelwald)
- 2019: Captain Marvel
- 2019: A Rainy Day in New York
- 2019: Skywatch (Kurzfilm)
- 2020: The New Pope (Fernsehserie, 9 Folgen)
- 2020: The Nest
- 2020: The Rhythm Section – Zeit der Rache (The Rhythm Section)
- seit 2020: The Third Day (Fernsehserie)
- 2021: Twist
- 2022: Phantastische Tierwesen: Dumbledores Geheimnisse (Fantastic Beasts: The Secrets of Dumbledore)
- 2023: Peter Pan & Wendy
- 2023: Firebrand
- 2023: What If…? (1 Folge, Stimme)
- 2024: The Order
- 2024: Eden
- 2024: Star Wars: Skeleton Crew (Fernsehserie)

Als Produzent
- 2004: Sky Captain and the World of Tomorrow
- 2007: 1 Mord für 2 (Sleuth)
- 2021: True Things
- 2024: The Order

Als Regisseur
- 1999: Tube Tales

## Auszeichnungen
- 2000: Oscar – nominiert als Bester Nebendarsteller für Der talentierte Mr. Ripley
- 2000: Golden Globe Award – nominiert als Bester Nebendarsteller für Der talentierte Mr. Ripley
- 2000: British Academy Film Award – Bester Nebendarsteller für Der talentierte Mr. Ripley
- 2001: Europäischer Filmpreis – nominiert als Bester Darsteller für Duell – Enemy at the Gates
- 2002: Golden Globe Award – nominiert als Bester Nebendarsteller für A.I. – Künstliche Intelligenz
- 2004: Oscar – nominiert als Bester Hauptdarsteller für Unterwegs nach Cold Mountain
- 2004: Golden Globe Award – nominiert als Bester Hauptdarsteller für Unterwegs nach Cold Mountain
- 2004: British Academy Film Award – nominiert als Bester Hauptdarsteller für Unterwegs nach Cold Mountain
- 2005: MTV Movie Awards – nominiert für Best Kiss zusammen mit Gwyneth Paltrow in Sky Captain and the World of Tomorrow
- 2007: Ordre des Arts et des Lettres (Chevalier des Arts et Lettres)
- 2007: César d’honneur
- 2007: MTV Movie Awards – nominiert für Best Kiss zusammen mit Cameron Diaz in Liebe braucht keine Ferien
- 2007: Variety Club Showbiz Awards – Film Actor of the Year
- 2024: Zurich Film Festival: Golden Eye Award[8]